# Naters
Naters je obec v okrese Brig v kantonu Valais ve Švýcarsku. Žije zde přibližně 10 tisíc obyvatel.

## Geografie
Naters se nachází v centru horního Valais a s rozlohou přes 147 km² je jednou z největších obcí celého kantonu. Na 67,68 km² se rozkládá část světového přírodního dědictví UNESCO – Švýcarské Alpy Jungfrau-Aletsch. Nejnižší bod obce, břeh Rhôny, je ve výšce 673 m n. m., nejvyšším bodem je Aletschhorn ve výšce 4 195 m n. m. Díky tomu má obec Naters jeden z největších výškových rozdílů ve Švýcarsku (Val de Bagnes se pohybuje mezi 778 m n. m. a 4 314 m n. m., Anniviers dokonce mezi 580 m n. m. a 4 505 m n. m.).
K Naters patří také menší vesnice Blatten bei Naters, Belalp, Birgisch a Mund.

## Historie

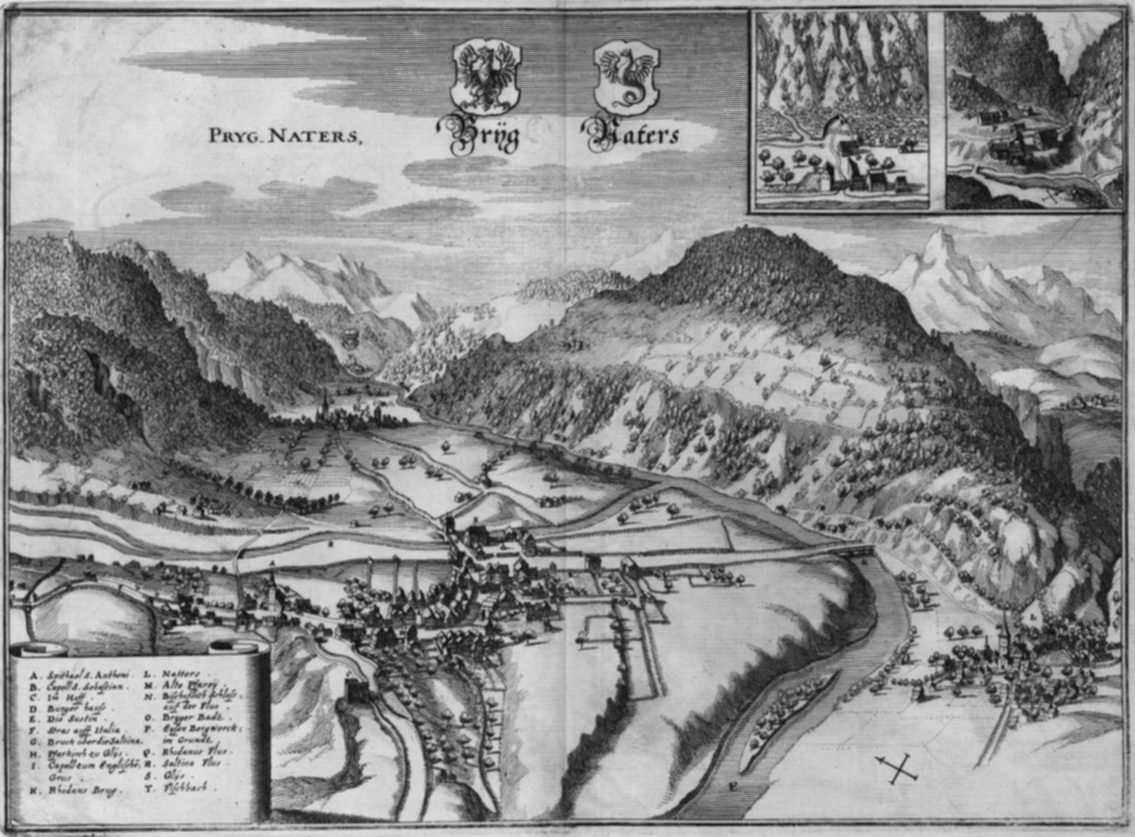
Brig a Naters na vyobrazení z roku 1654

Název místa se poprvé objevuje v roce 1018 v románské podobě Nares. Německé tvary si dosud zachovaly koncovku -t-. Lze předpokládat základní podobu *Nateres. První slabika jména se v Tyrolsku vyskytuje několikrát (viz Natters v Severním Tyrolsku, Naturns v Jižním Tyrolsku). Obvykle se vysvětluje prostřednictvím starořeckého νοτερός (noteros, „mokrý“).
Král Jindřich IV. daroval Natres v roce 1079 na věčné časy sionskému biskupovi. Předtím patřilo Naters klášteru St-Maurice. Listina, v níž je Naters (psáno jako Nares) poprvé písemně zmíněno, je darování burgundského krále Rudolfa III. klášteru St-Maurice. Naters změnil majitele ještě třikrát, až jej nakonec v roce 1148 rozhodčím řízením přidělil arcibiskup z Tarentaise biskupovi. Naters byl biskupským správním centrem oblasti s místodržitelstvím a místním soudním orgánem, přičemž oba úřady byly většinou udělovány šlechtickým rodům jako dědičná léna.
Páni z Ornavassa postavili v roce 1250 věž Ornavassoturm. Vztahy se severoitalskou obcí Ornavasso se udržují dosud pravidelnými setkáními. Po vzpourách šlechty v horním Valais se Naters stal součástí tzv. jedenácti okrsků (dnešní okresy Östlich Raron a Westlich Raron).

Letecký pohled (1955)

Až do první poloviny 14. století se okrsek Naters dělil na sídla Naters, Rischinen, Mund, Brig, Brigerberg, Simplon a Zwischbergen. Naters byl až do roku 1518 hlavním městem okresu Brig, což lze přičíst jeho blízkosti biskupovi a tehdejší církevní moci. V důsledku rostoucí dopravy přes Simplonský průsmyk v pozdním středověku ztratil Naters své přední postavení v oblasti a v roce 1518 byl soudní stolec přenesen do Brigu. Obce Naters a Rischinen (vznikly spojením všech malých obcí v okolí masivu hory Natisch) byly považovány za dvě komunit z celkových šesti a půl, dokud se po morové epidemii v roce 1617 nespojily a nepřijaly společné stanovy, ale každá si až do roku 1852 zachovala vlastní správu. Významné budovy ve starém centru obce Naters, jako je Megetschenhaus, Lergienhaus nebo Michel-Supersaxohaus, svědčí o prosperitě a vlivu jednotlivých měšťanských dynastií za dob Staré konfederace.

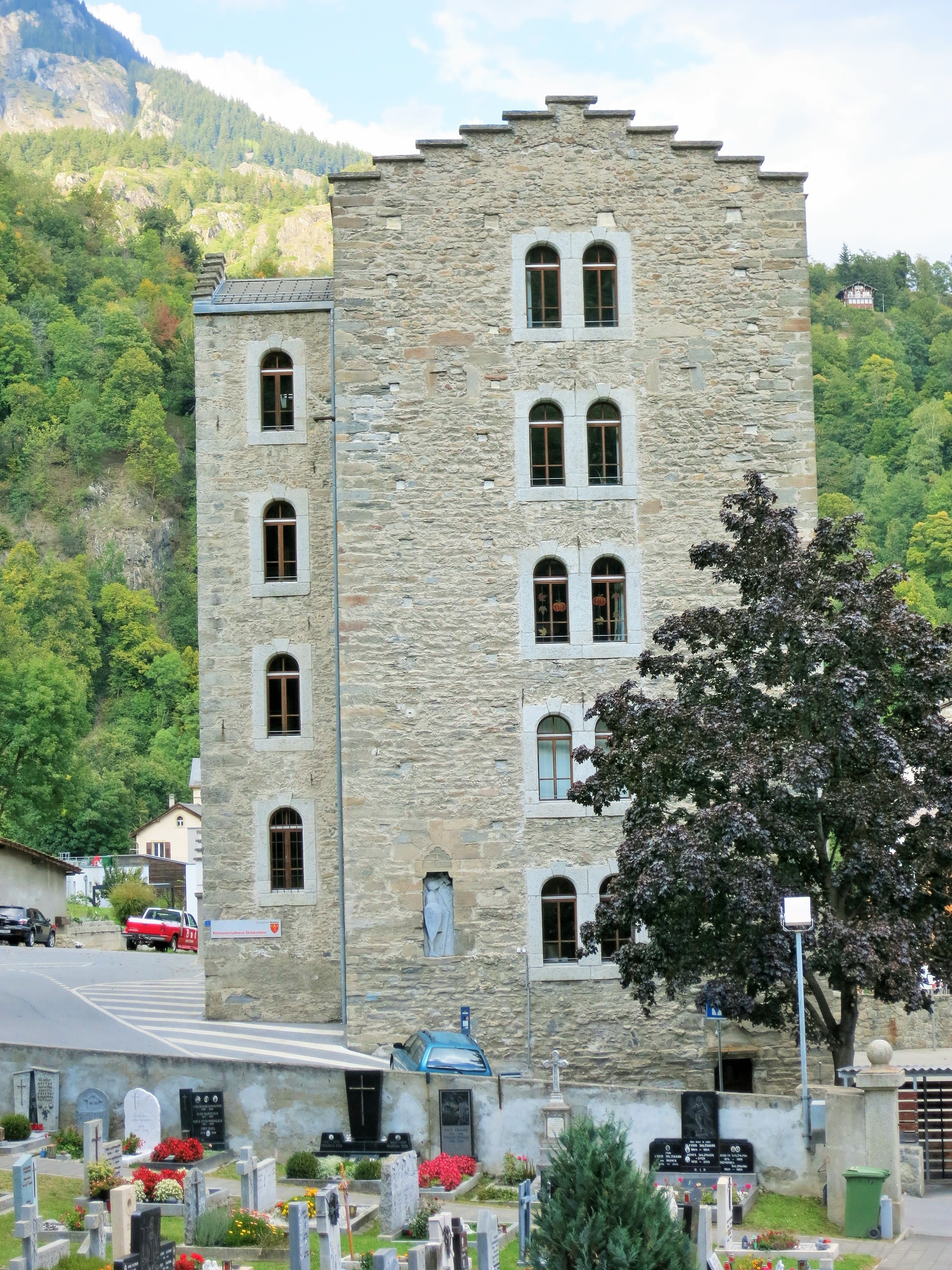
Věž Ornavassoturm

Od 1. listopadu 1755 do 7. března 1756 Natersem několikrát otřáslo silné zemětřesení. Mnoho budov včetně kostela bylo vážně poškozeno. Válka proti Francii na přelomu let 1798/1799 se dotkla i Naters: v bitvě padlo 24 mužů. Mnoho obyvatel z obce uprchlo. Francouzi vydrancovali mnoho domů a vyplenili vesnice v okolí Naters.
V 19. století emigrovala v naději na lepší život asi čtvrtina tehdejších obyvatel Naters, především do Jižní Ameriky. Se zahájením výstavby Simplonského tunelu a Lötschberské trati nastal v Naters rozkvět. Na počátku 20. století počet obyvatel silně vzrostl. Usadilo se zde mnoho italských gastarbeiterů. I dnes udržuje Naters úzké vazby s příhraničním regionem v Horní Itálii a zejména se sesterskou obcí Ornavasso.
V letech 1960–1970 zažilo Naters, stejně jako celé Valais, nebývalý hospodářský rozvoj. Počet obyvatel se v tomto období zvýšil o 45 % na 5 517 a v současnosti je Naters druhou největší obcí v horním Valais.
Za posledních 120 let pocházelo z Naters asi 80 příslušníků švýcarské gardy. Naters je tak obcí s největším počtem gardistů ve Švýcarsku. V obci se nachází také muzeum švýcarské gardy.
Dne 26. září 2010 schválili členové obcí obyvatel i obecní zastupitelstva velkou většinou hlasů sloučení Naters s menšími obcemi Birgisch a Mund. 1. ledna 2013 došlo ke sloučení a sloučená obec nese název Naters.

## Obyvatelstvo
| Vývoj počtu obyvatel | Vývoj počtu obyvatel | Vývoj počtu obyvatel | Vývoj počtu obyvatel | Vývoj počtu obyvatel | Vývoj počtu obyvatel | Vývoj počtu obyvatel | Vývoj počtu obyvatel | Vývoj počtu obyvatel | Vývoj počtu obyvatel | Vývoj počtu obyvatel | Vývoj počtu obyvatel | Vývoj počtu obyvatel |
| -------------------- | -------------------- | -------------------- | -------------------- | -------------------- | -------------------- | -------------------- | -------------------- | -------------------- | -------------------- | -------------------- | -------------------- | -------------------- |
| Rok                  | 1970                 | 1975                 | 1980                 | 1985                 | 1990                 | 1995                 | 2000                 | 2005                 | 2009                 | 2013                 | 2015                 | 2018                 |
| Počet obyvatel       | 5517                 | 6607                 | 7074                 | 7063                 | 7339                 | 7853                 | 7758                 | 7953                 | 8254                 | 9483                 | 9808                 | 10 075               |

## Doprava

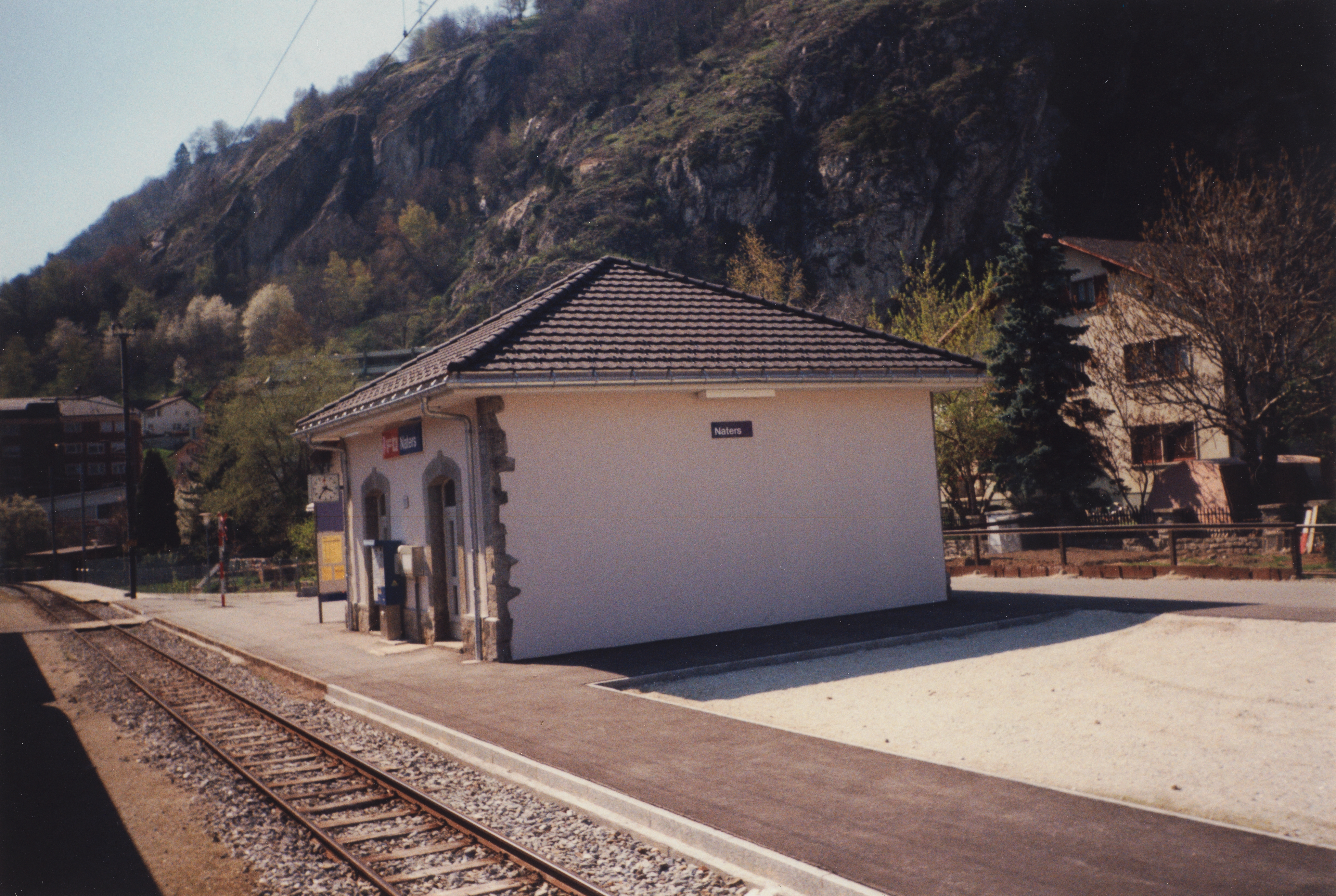
Původní železniční stanice Naters

Naters je napojen na dálnici A9 po hlavní silnici č. 19, procházející kolem centra obce.
Nejbližší železniční stanice se nachází v Brigu (Matterhorn Gotthard Bahn, bývalá Furka-Oberalp-Bahn, a SBB). Až do roku 2007 vedla trať Furka-Oberalp-Bahn přímo přes obec Naters; na podzim roku 2007 byla trať přes Naters uzavřena, přibližně 3,2 kilometru trati přes obec bylo nahrazeno výjezdem ze stanice Brig na východ s novým mostem přes Rhônu. Napojení na starou trať bylo provedeno za mostem mezi Naters a Bitsch. Stará trať byla přeměněna na cyklostezku a pěší zónu; nová trasa je o 600 metrů kratší.

## Osobnosti
- Luca Hischier (* 1995), švýcarský hokejista
- Nico Hischier (* 1999), švýcarský hokejista